# Qualifications pour la Coupe du monde de rugby à XIII 2017
Les qualifications pour la Coupe du monde de rugby à XIII 2017 mettent aux prises des équipes nationales de rugby à XIII afin de qualifier sept formations qui disputeront la phase finale avec les sept équipes qualifiées d’office.

## Les nations qualifiées
Huit nations sont directement qualifiés pour la Coupe du monde, à savoir sept des quart-de-finalistes de l'édition 2013 sont automatiquement qualifiés, à savoir l'Australie, la Nouvelle-Zélande, l'Angleterre, les Fidji, la France, les Samoa et l'Écosse, ainsi que la Papouasie-Nouvelle-Guinée en tant que nation hôte (désignée en 2015).
| Qualifiés d'office 8 places                                                                               | Qualifiés 6 places                                        |
| --- | --------------------------------------------------------- |
| - Angleterre - Australie - Écosse - Fidji - France - Nouvelle-Zélande - Papouasie-Nouvelle-Guinée - Samoa | - USA - Irlande - Italie - Liban - Pays de Galles - Tonga |

## Europe
Trois nations européennes peuvent participer à la Coupe du monde. Cette phase de qualification est composée de deux groupes de trois nations, la première de chaque groupe se qualifie directement tandus que les deuxièmes s'affrontent pour déterminer la troisième nation européenne qualifiée.
| \| \| Légende \| v · d · m \| | \| \| Légende \| v · d · m \|                                                  |           |
| ----------------------------- | ------------------------------------------------------------------------------ | --------- |
|                               | Qualifiés pour la coupe du monde de rugby à XIII 2017                          |           |
|                               | Qualifiés pour le match de barrage pour la coupe du monde de rugby à XIII 2017 |           |
|                               | Non qualifiés pour la coupe du monde de rugby à XIII 2017                      |           |
|                               | Légende                                                                        | v · d · m |

### Groupe A
| \| \| Nation \| v · d · m \| | Joués  | V         | N | D | PM | PE  | +/− | Pts |
| ---------------------------- | ------ | --------- | - | - | -- | --- | --- | --- |
| pays de Galles               | 2      | 2         | 0 | 0 | 70 | 14  | +56 | 4   |
| Italie                       | 2      | 1         | 0 | 1 | 76 | 34  | +42 | 2   |
| Serbie                       | 2      | 0         | 0 | 2 | 14 | 112 | -50 | 0   |
|                              | Nation | v · d · m |   |   |    |     |     |     |

| 15 octobre 2016 | pays de Galles | 50-0  | Serbie         | Stebonheath Park, Llanelli |
| 22 octobre 2016 | Serbie         | 14-62 | Italie         | Makiš Stadium, Belgrade    |
| 29 octobre 2016 | Italie         | 14-20 | pays de Galles | Stadio Brianteo, Monza     |

### Groupe B
| \| \| Team \| v · d · m \| | Joués | V         | N | D | PM  | PE | +/− | Pts |
| -------------------------- | ----- | --------- | - | - | --- | -- | --- | --- |
| Irlande                    | 2     | 2         | 0 | 0 | 116 | 22 | +94 | 4   |
| Russie                     | 2     | 1         | 0 | 1 | 56  | 76 | -20 | 2   |
| Espagne                    | 2     | 0         | 0 | 2 | 12  | 96 | -84 | 0   |
|                            | Team  | v · d · m |   |   |     |    |     |     |

| 15 octobre 2016 | Russie  | 40-6  | Espagne | Fili Stadium, Moscou                   |
| 22 octobre 2016 | Espagne | 6-46  | Irlande | Polideportivo Quatre Carrares, Valence |
| 29 octobre 2016 | Irlande | 70-16 | Russie  | Carlisle Grounds, Bray                 |

### Match de barrage qualificative pour la Coupe du monde
| 5 novembre 2016 | Italie | 76 - 0 | Russie | Leigh Sports Village, Leigh, Angleterre |

## Asie-Pacifique
Deux nations qualificatives sont possibles dans cette région. La Papouasie-Nouvelle-Guinée est qualifiée d'office à la suite de sa désignation de co-hôte de l'évènement. L'opposition oppose donc finalement les Tonga aux Îles Cook.
| 17 October 2015 | Tonga | 28–8 | Îles Cook | Campbelltown Stadium, Campbelltown, Australie |

## Les Amériques
Une nation peut se qualifier dans cette zone. Pour la déterminer, un tournoi entre trois nations est disputé en décembre 2015.
| Team       | Joués | V | D | D | PM | PE | Diff | Pts |
| ---------- | ----- | - | - | - | -- | -- | ---- | --- |
| États-Unis | 2     | 2 | 0 | 0 | 54 | 38 | +16  | 4   |
| Jamaïque   | 2     | 0 | 1 | 1 | 32 | 38 | –6   | 1   |
| Canada     | 2     | 0 | 1 | 1 | 42 | 52 | –10  | 1   |

| 4 décembre 2015  | États-Unis | 20–14 | Jamaïque | Hodges Stadium, Jacksonville |
| 8 décembre 2015  | Canada     | 18–18 | Jamaïque | Spec Martin Stadium, DeLand  |
| 12 décembre 2015 | États-Unis | 34–24 | Canada   | Hodges Stadium, Jacksonville |

## Moyen-Orient-Afrique
Une seule nation peut se qualifier dans cette zone. Une opposition par match aller retour oppose le Liban à l'Afrique du Sud.
| 25 October 2015 | Afrique du Sud | 12–40 | Liban | Brakpan Stadium, Pretoria |
| 31 October 2015 | Afrique du Sud | 16–50 | Liban | Brakpan Stadium, Pretoria |